# Записки Пирата
«Записки Пирата» — советский короткометражный мультфильм 1989 года. Фильм рассказывает про любопытного фокстерьера по кличке Пират, который ведёт дневник и пытается познать смысл жизни. В мультфильме отображены его наблюдения о диких и домашних животных, их роли в жизни людей и среде обитания. Сценарий мультфильма написал Сергей Павлович Лукницкий, на основе собственной повести «Наши каникулы» 1985 года. Впоследствии Лукницкий создал ещё несколько произведений, написанных от имени пса Пирата. Премьера состоялась 9 апреля 1989 года на Первой программе ЦТ. 

## Сюжет
Этот мультфильм составлен из записок главного его героя — невероятно умного пса по кличке Пират, у которого был свой дневник. Пират жил у мальчика Вити. Его родители — Мария Сергеевна и Пал Палыч — решили поехать на лето в деревню. Пират попал в деревню первый раз и утром сильно испугался кукарекающего петуха. Потом он увидел кур, корову, свинью с поросятами. А на пруду — лягушек, хватающих комаров, и аистов, ловящих лягушек. Ночью, засыпая, Пират вдруг подумал: «А что, если все животные для чего-нибудь, а не просто так?» Он решил посоветоваться с псом, который сидел на цепи и охранял дом и сад, и услышал рассказ о жизни того пса. Оказалось, его тоже звали Пират. «Подумать только! Тоже Пират, а какая разница в судьбе. Я потрясён!» — так подумал Пират и пошёл думать в кусты. Там его нашла Витина мама и принесла домой. А Витя обнял и погладил. Пожил Пират в деревне и затосковал: «И зачем мне понадобилось думать? Жил себе и жил, был счастливый пёс, любил поесть, побегать, полаять. А теперь только и думаю: Для чего я?».

## Художественные особенности
Изобразительной частью картины занималась Инна Пшеничная. На неё повлияли собственные воспоминания о времени, которая она проводила ребёнком в деревне у родственников на границе с Белоруссией. Так прототипом для персонажа тети Груши стала хозяйка дома, в котором жила Пшеничная. А образ пса Пирата был собирательным, благодаря тому, что семья Солиных всегда держала собак.
Фильм интересен как философскими вопросами, так и сложными методами съемки. Кроме традиционной техники рисования, фильм содержит натурные и комбинированные съёмки, для которых использовались личные вещи создателей. Например, в некоторых сценах можно увидеть руки Анатолия Солина.
Фильм снят в технике «тотальной мультипликации», благодаря которому зритель сильнее погружается в изображаемый мир.

## Съёмочная группа
| автор сценария                     | Сергей Лукницкий |
| режиссёры и художники-постановщики | Анатолий Солин, Инна Пшеничная |
| композитор                         | Владимир Львовский |
| оператор                           | Валерий Максимов |
| звукооператор                      | Нелли Кудрина |
| мультипликаторы                    | Александр Елизаров, Андрей Колков, Юрий Андреев, Светлана Сичкарь, Михаил Зайцев, Игорь Самохин, Олег Сафронов                                                        |
| роли озвучивали                    | Виктор Проскурин — пёс Пират Рогволд Суховерко — сторожевой пёс Юрий Пузырёв — голос за кадром Людмила Гнилова — Витя, Микки, Мария Сергеевна (мама Вити), тётя Груша |
| xудожники                          | Игорь Медник, А. Распопов |
| монтажёр                           | Светлана Симухина |
| редактор                           | Татьяна Бородина |
| директор                           | Любовь Зарюта |

## Переиздания на DVD
Мультфильм неоднократно переиздавался на VHS и DVD в сборниках мультфильмов.